# Beiers voetbalkampioenschap 1929/30
In 1929/30 werd het twintigste Beiers voetbalkampioenschap gespeeld, dat georganiseerd werd door de Zuid-Duitse voetbalbond. 
SpVgg Fürth werd kampioen van Noord-Beieren en Bayern München van Zuid-Beieren. Beide clubs namen deel aan de Zuid-Duitse eindronde voor kampioenen, waar Fürth tweede werd en Bayern derde. De tweede plaats gaf nog recht op deelname aan de eindronde om de landstitel.  De nummers twee en drie van beide reeksen plaatsten zich ook voor de eindronde, maar werden in een aparte groep voor niet-kampioenen ingedeeld, waarvan de winnaar nog kans maakte op deelname aan de nationale eindronde. 1. FC Nürnberg werd groepswinnaar en versloeg FSV Frankfurt waardoor ze naar de eindronde mochten.
Fürth versloeg Berliner Tennis Club Borussia met 4:1 en werd dan na verlengingen uitgeschakeld door Dresdner SC met 5:4. Nürnberg versloeg Vereinigte Breslauer Sportfreunde met 0:7, FC Schalke 04 met 6:2 en verloor dan in de halve finale met 6:3 van Hertha BSC. 

## Bezirksliga

### Noord-Beieren
| Plaats | Club                | Wed. | W  | G | V  | Saldo | Ptn.  |
| ------ | ------------------- | ---- | -- | - | -- | ----- | ----- |
| 1.     | SpVgg Fürth         | 14   | 11 | 2 | 1  | 56:12 | 24:4  |
| 2.     | 1. FC Nürnberg      | 14   | 10 | 2 | 2  | 33:14 | 22:6  |
| 3.     | ASV 1928 Nürnberg   | 14   | 8  | 1 | 5  | 37:23 | 17:11 |
| 4.     | FC 1910 Bayern Hof  | 14   | 5  | 5 | 4  | 25:24 | 15:13 |
| 5.     | 1. FV 1904 Würzburg | 14   | 6  | 2 | 6  | 30:31 | 14:14 |
| 6.     | VfR Fürth           | 14   | 3  | 2 | 9  | 19:38 | 8:20  |
| 7.     | 1. FC 1910 Bayreuth | 14   | 3  | 2 | 9  | 23:43 | 8:20  |
| 8.     | SpVgg 1893 Hof      | 14   | 2  | 0 | 12 | 20:58 | 4:24  |

|  | Kampioen, geplaatst voor Zuid-Duitse kampioenenronde |
|  | Geplaatst voor Zuid-Duitse niet-kampioenenronde      |
|  | Degradatie naar Kreisliga                            |

### Zuid-Beieren
| Plaats | Club                   | Wed. | W  | G | V | Saldo | Ptn.  |
| ------ | ---------------------- | ---- | -- | - | - | ----- | ----- |
| 1.     | FC Bayern München      | 14   | 11 | 2 | 1 | 61:22 | 24:4  |
| 2.     | SpB Jahn Regensburg    | 14   | 7  | 2 | 5 | 32:26 | 16:12 |
| 3.     | SV 1860 München        | 14   | 6  | 3 | 5 | 37:31 | 15:13 |
| 4.     | FC Wacker 1903 München | 14   | 6  | 2 | 6 | 22:26 | 14:14 |
| 5.     | DSV München            | 14   | 6  | 0 | 8 | 27:31 | 12:16 |
| 6.     | SSV Schwaben Augsburg  | 14   | 4  | 4 | 6 | 26:31 | 12:16 |
| 7.     | FC Teutonia München    | 14   | 4  | 3 | 7 | 31:45 | 11:17 |
| 8.     | Ulmer FV 1894          | 14   | 3  | 2 | 9 | 17:41 | 8:20  |

## Kreisliga

### Promotie-eindronde Zuid-Beieren
| Plaats | Club                   | Wed. | W | G | V | Saldo | Ptn.  |
| ------ | ---------------------- | ---- | - | - | - | ----- | ----- |
| 1.     | VfB Ingolstadt-Ringsee | 6    | 5 | 0 | 1 | 21:12 | 10:02 |
| 2.     | 1.FC Straubing         | 6    | 4 | 0 | 2 | 22:10 | 08:04 |
| 3.     | 1.SSV Ulm 1928         | 6    | 2 | 0 | 4 | 10:20 | 04:08 |
| 4.     | SV Augsburg            | 6    | 1 | 0 | 5 | 12:23 | 02:10 |

|  | Promotie naar Bezirkliga Zuid-Beieren 1930/31 |